# توجيه مسؤولية المنتج 1985
توجيه مسؤولية المنتج 1985 هو توجيه للمجلس الاتحاد الأوروبي الذي أنشأ نظاماً للمسؤولية القانونية عن المنتجات المعيبة.
| توجيه الاتحاد الأوروبي | |
| العنوان                | توجيه بشأن التقريب بين القوانين واللوائح والأحكام الإدارية للدول الأعضاء فيما يتعلق بتولي مسؤولية المنتجات المعيبة |
| المؤسس                 | مجلس الإتجاد الأوروبي                                                                                              |
| صنع تحت                | Art. 100 TEEC |
| Journal reference      | L210, 07/08/1985, pp. 29-33                                                                                        |
| تاريخ                  | |
| تاريخ الصنع            | 25 يوليو 1985 |
| دخلت حيز التنفيذ       | 30 يوليو 1985 |
| تشريعات أخرى           | |
| عدلت في                | 1999/34/EC |

## خلفية عن الموضوع
في أوائل ستينيات القرن العشرين تتَطَوَر نظام مسؤولية المنتج في الولايات المتحدة، فأصبح أكثر صرامةً. ومن ناحية أخرى، لم يحدث مثل ذاك التطور في بلاد السوق الأوروبية المشتركة آنذاك. وفي عام 1975 اعتَمَد المجلس قرارًا يتعلق ببرنامج أولي مَنوط حماية المستهلك وتكنولوجيا المعلومات. فيما بعد، بدأ التحرك نحو نظام مسئولية أكثر صرامة  في أوروبا باتفاقية مجلس أوروبا بشأن مسئولية المنتجات فيما يتعلق بالأذى الشخصي والموت (اتفاقية ستراسبورج) في عام1977. في المملكة المتحدة، لاحظت لجنة بيرسون أن هذا العمل -التحرك نحو نظام أكثر صرامة- قد بدأ، وامتنعت عن تقديم توصياتها الخاصة. وفي عام 1981 أعقَب الاتحاد الأوروبي برنامج ثاني.
تشير ديباجة التوجيه إلى المادة 100 (التي أعيد ترقيمها لاحقًا إلى المادة 94) من معاهدة الاتحاد الأوروبي والتي تهدف إلى تحقيق سوق موحد:
يصدر المجلس - بالإجماع بناءً على اقتراح من المفوضية الأوروبية - بإصدار توجيهات لتقريب هذه القوانين أو اللوائح أو الأحكام الإدارية للدول الأعضاء والذي يؤثر  بشكل مباشر على إنشاء السوق المشتركة.
وتستطرد الديباجة وتنص على:
فيما يتعلق بمسؤولية المُنتِج عن الأضرار الناجمة عن عيوب أو اختلال منتجاته، فمن الضروري تقريب قوانين الدول الأعضاء; لأن الاختلافات القائمة قد تشوه المنافسة التجارية وتؤثر على حركة البضائع داخل السوق الموحدة والتي تستتبع درجة مختلفة من حماية المستهلك من الضرر الناتج عن منتج معيب مما يضر بصحة المستهلك أو ممتلكاته;
فتعد مسؤولية المُنتِج -دون أي تقصير بها- الوسيلة الوحيدة لحل المشكلة بشكلٍ ملائمٍ، والتي تُناسِب عصرنا ذي التقنية المتزايدة، مع التوزيع العادل للمخاطر الكامنة في الإنتاج التكنولوجي.

## التنفيذ من قبل الدولة
نظرًا لأن توجيهات الاتحاد الأوروبي لا يكون لها تأثيرٌ مباشرٌ، فإنها تصبح سارية المفعول فقط على الأشخاص في الدول الأعضاء عندما يتم إضافتها وتنفيذها في التشريعات الوطنية. تطالب المادة 19 بالتنفيذ خلال 3 سنوات.
| الدولة العضو      | وسائل التنفيذ | تاريخ التنفيذ  | التعليقات |
| بلجيا             | Loi du 25/02/1991 relative à la responsabilité du fait des produits défectueux - Wet van 25/02/1991 betreffende de aansprakelijkheid voor produkten met gebreken. Moniteur belgedu 22/03/1991 Page 5884 | 25 فبراير 1991 | _         |
| جمهورية التشيك    | 1. Zákon o odpovědnosti za škodu způsobenou vadou výrobku 2. Zákon, kterým se mění zákon č. 59/1998 Sb., o odpovědnosti za škodu způsobenou vadou výrobku                                               | _              | _         |
| الدنمارك          | Lov nr. 371 af 07/06/1989 om produktansvar. Justitsmin.L.A. 1988-46002-11. Lovtidende A haefte 58 udgivet den 09/06/1989 s.1260. JLOV                                                                   | 9 يونيه 1989   | _         |
| استونيا           | Võlaõigusseadus | _              | _         |
| فرنسا             | Act 98-389, Arts 1386-1 to 1386-18 of the Civil Code | 19 مايو 1998   | _         |
| ألمانيا           | Produkthaftungsgesetz | 15ديسمبر1989   | _         |
| جمهورية أيرلندا   | https://en.wikipedia.org/wiki/Liability_for_Defective_Products_Act_1991 | 4 ديسمبر 1991  | _         |
| هولندا            | Wet van 13 September 1990 houdende aanpassing van het Burgerlijk Wetboekaan de richtlijn van de Raad van de Europese Gemeenschappen inzake de aansprakelijkheid voor produkten met gebreken             | 1 نوفمبر 1990  | _         |
| المملكة المتحدة _ | Consumer Protection Act 1987 | 1 مارس 1988    | _         |